# Martin Haug (Bischof)
Martin Haug (* 14. Dezember 1895 in Calw; † 28. März 1983 in Freudenstadt) war ein evangelischer Theologe und ehemaliger Landesbischof der Evangelischen Landeskirche in Württemberg.

## Leben und Beruf
Haug besuchte die Schule in Calw. Dann musste er Kriegsdienst leisten und wurde im Ersten Weltkrieg schwer verwundet. Nach dem Krieg besuchte er die Evangelisch-theologischen Seminare von Maulbronn und Blaubeuren, wo er die Reifeprüfung ablegte. Anschließend studierte er an der Eberhard-Karls-Universität Tübingen evangelische Theologie und trat der Verbindung Normannia Tübingen bei. Sein Studium schloss er 1925 mit der Promotion zum Dr. theol. ab. Zunächst Pfarrer in Tübingen und Lehrer am theologischen Seminar Urach, wurde Haug 1935 Haug Direktor des Evangelischen Pfarrseminars in Stuttgart. Gleichzeitig war er als Oberkirchenrat Mitglied der Kirchenleitung der Evangelischen Landeskirche in Württemberg. Nach dem Zweiten Weltkrieg wurde er zum Prälaten ernannt und damit Stellvertreter von Landesbischof Theophil Wurm, zu dessen Nachfolger Haug am 14. Dezember 1948 vom Landeskirchentag und vom Oberkirchenrat gewählt wurde.
1952 wurde Haug von der Synode der Evangelischen Kirche in Deutschland in den Rat der EKD gewählt, dem er bis 1967 angehörte. Er gehörte der Synode noch während seines Ruhestandes an, den er im März 1962 im Alter von 66 Jahren antrat. Zu seinem Nachfolger als Landesbischof in Württemberg wählte die württembergische Landessynode den Oberkirchenrat Erich Eichele.
Seit 1927 war Haug verheiratet mit Erni geb. Camerer.

## Auszeichnungen und Ehrenämter
Haug erhielt 1949 die Ehrendoktorwürde der evangelisch-theologischen Fakultät der Universität Tübingen (D. theol. h. c.).
Neben seinem Beruf als Pfarrer bzw. Landesbischof hatte Haug auch mehrere Ehrenämter inne. So war er 1935 Mitglied des Landesbeirats des Evangelischen Gemeindedienstes, 1937 Mitglied des Landesbruderrats der Bekenntnisgemeinschaft und 1940 zugewähltes Mitglied im 3. Landeskirchentag. Ab 1946 war er im Vorstand des Mutterhauses für evangelische Kinderschwestern Großheppach (heute Weinstadt), ferner Vertreter der württembergischen Landeskirche bei der Vollversammlung des Lutherischen Weltbunds in Hannover 1952.
Seinen Lebensabend verbrachte Haug in Freudenstadt. Von hier aus unternahm er viele Reisen und war auch weiterhin Gastprediger bei verschiedenen Gemeinden. Haug veröffentlichte auch einige Bücher und Schriften.

## Veröffentlichungen
- Für eine bessere Zukunft, 270 S., Stuttgart 1970 (Calwer Verlag).
- Sie fanden den Weg. Neun Frauenschicksale. 320 S., 3. Auflage 1958 (Calwer Verlag).
- Das Reich muss uns doch bleiben. Geschichten zur Reformation und Gegenreformation, 301 S., Stuttgart 1960 (Steinkopf).